# Fantasía sobre Carmen (Sarasate)
La Fantasía Carmen, Op. 25, de Pablo Sarasate, es una fantasía para violín y orquesta compuesta en 1881, sobre varios temas tomados de la ópera Carmen de Georges Bizet.
La pieza contiene una adaptación de la Aragonesa, habanera, un interludio, la seguidilla y la Danza de gitanos.

## Orquestación
La orquestación incluye: 2 flautas, 2 oboes, 2 clarinetes, 2 fagotes, 2 bajos, 4 cornos, 2 trompetass, 3 trombones, tímpanos, arpa y cuerdas.